# Petroperu
 (juillet 2009).
Si vous disposez d'ouvrages ou d'articles de référence ou si vous connaissez des sites web de qualité traitant du thème abordé ici, merci de compléter l'article en donnant les références utiles à sa vérifiabilité et en les liant à la section « Notes et références ».
Petróleos del Perú, S.A. (couramment appelée Petroperu) est la compagnie pétrolière nationale du Pérou. Ses activités comprennent la production, le transport, le raffinage et la commercialisation de pétrole et de produits dérivés.

## Histoire
Petroperu a été créée le 24 juillet 1969, sous la présidence de Juan Velasco Alvarado, en nationalisant les installations pétrolières de l'époque, comprenant notamment le champ géant de La Brea y Pariñas découvert en 1869 et devenu entretemps propriété d'Exxon.

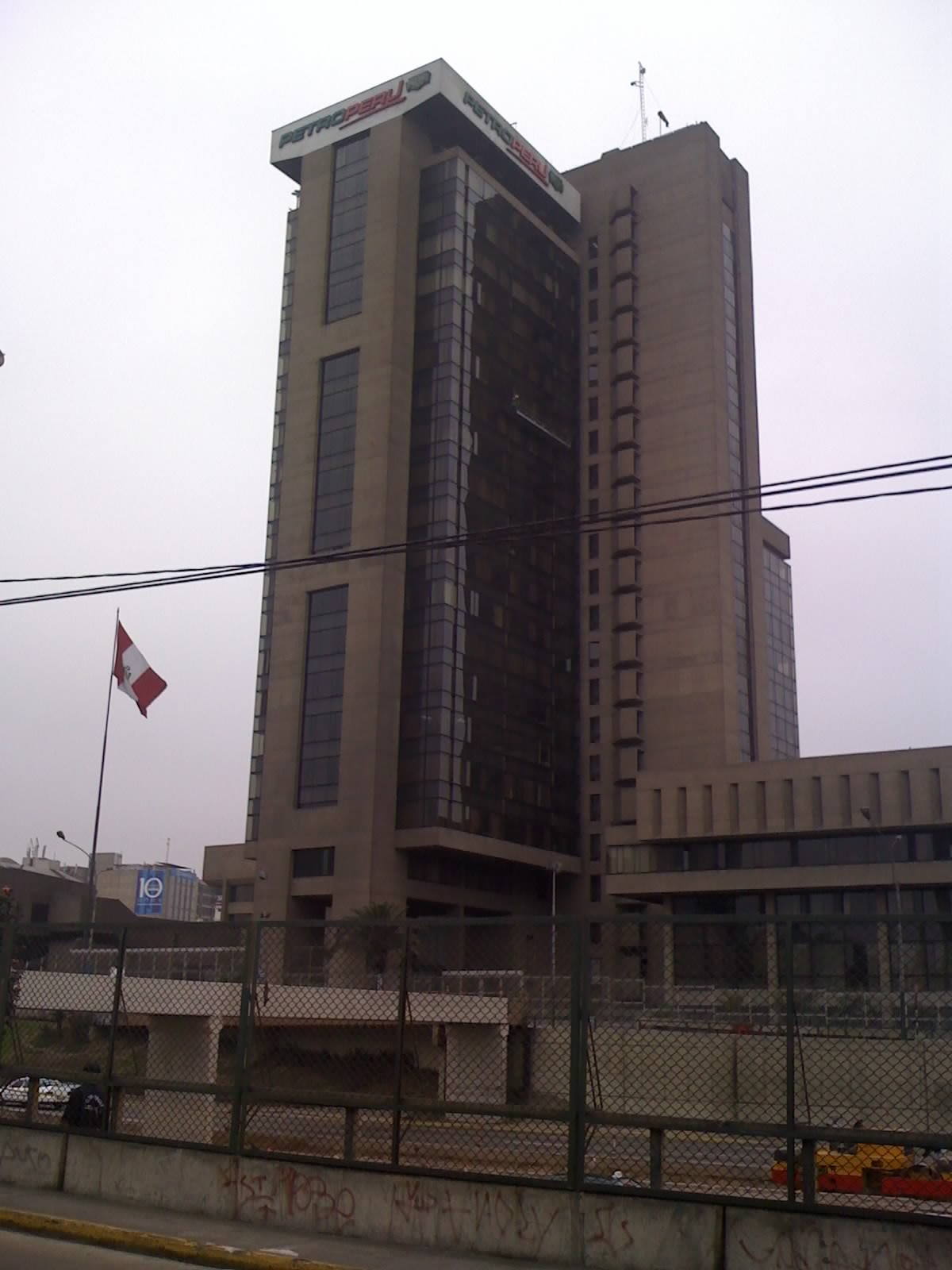
Siège du groupe à Lima.